# سوليداد بوينديا
سوليداد بوينديا هي سياسية من إكوادور تعمل حاليًا في الجمعية الوطنية في الإكوادور كعضو في تحالف بايس، حيث عملت منذ عام 2013. ولدت في كيتو ودرست العلوم السياسية في معهد أمريكا اللاتينية للعلوم الاجتماعية مع تخصص في الحوكمة والسياسة وأثناء الإدارة هناك بدأ العمل كناشطة في مجال حقوق الإنسان. عملت أيضًا كمستشارة لصندوق الأمم المتحدة الإنمائي للمرأة، وكانت عضوًا نشطًا في ثورة المواطنين.
في عام 2012 تم ترشيح بوينديا لمنصب وزير تنسيق السياسة لتحل محل بيتي تولا التي استقالت مؤقتًا. في انتخابات 2013 تم انتخاب بوينديا لعضوية الجمعية الوطنية، وأعيد انتخابه في انتخابات 2017. في عامها الأول تمت معاقبتها بعد معارضة الحكومة ودعم أعضاء المجلس باولا بابون وجينا جودوي في اقتراح لإلغاء تجريم الإجهاض في حالات الاغتصاب في البلاد. كما تحدثت ضد التمييز على أساس الجنس في المنشورات الإكوادورية.
في فترة ولايتها الثانية في الجمعية الوطنية تحدثت بوينديا لصالح خورخي جلاس أثناء تعليقه عن منصب نائب الرئيس.